# Акгуль Аманмурадова
Акгуль Аманмурадова (узб. Оқгул Омонмуродова; нар. 23 червня 1984) — професійна узбецька тенісистка.
Здобула два парні титули туру WTA, дев'ять одиночних та дванадцять парних титулів туру ITF.
Найвищу одиночну позицію рейтингу WTA — 50 місце досягнула 26 травня 2008, парну — 36 місце — 18 січня 2010 року.
В Кубку Федерації рахунок перемог-поразок становить 37–32.

## Фінали турнірів WTA

### Одиночний розряд: 2 (2 поразки)
| Перемога — Легенда                           |
| -------------------------------------------- |
| Турніри Великого шолома (0–0)                |
| Турніри WTA Tour (0–0)                       |
| Tier I / Premier Mandatory & Premier 5 (0–0) |
| Tier II / Premier (0–0)                      |
| Tier III, IV & V / International (0–2)       |

| Фінали за покриттям |
| ------------------- |
| Тверде (0–2)        |
| Трава (0–0)         |
| Ґрунт (0–0)         |
| Килим (0–0)         |

| Результат | Ранг | Дата            | Турнір                    | Покриття | Опонент          | Рахунок       |
| --------- | ---- | --------------- | ------------------------- | -------- | ---------------- | ------------- |
| Поразка   | 1.   | 9 жовтня 2005   | Tashkent Open, Узбекистан | Тверде   | Міхаелла Крайчек | 6–0, 4–6, 6–3 |
| Поразка   | 2.   | 27 вересня 2009 | Tashkent Open, Узбекистан | Тверде   | Шахар Пеєр       | 6–3, 6–4      |

### Парний розряд: 4 (2 титули, 2 поразки)
| Перемога — legend                            |
| -------------------------------------------- |
| Турніри Великого шолома (0–0)                |
| Турніри WTA Tour (0–0)                       |
| Tier I / Premier Mandatory & Premier 5 (0–0) |
| Tier II / Premier (1–0)                      |
| Tier III, IV & V / International (1–2)       |

| Фінали за покриттям |
| ------------------- |
| Тверде (0–2)        |
| Трава (1–0)         |
| Ґрунт (1–0)         |
| Килим (0–0)         |

| Результат | Ранг | Дата            | Турнір                                        | Покриття | Партнер           | Опонент                            | Рахунок          |
| --------- | ---- | --------------- | --------------------------------------------- | -------- | ----------------- | ---------------------------------- | ---------------- |
| Перемога  | 1.   | 20 червня 2009  | Eastbourne International, Eastbourne          | Трава    | Суґіяма Ай        | Саманта Стосур Ренне Стаббс        | 6–4, 6–3         |
| Перемога  | 2.   | 21 травня 2011  | Internationaux de Strasbourg, Франція         | Ґрунт    | Чжуан Цзяжун      | Наталі Грандін Владіміра Угліржова | 6–4, 5–7, [10–2] |
| Поразка   | 1.   | 23 вересня 2012 | Hansol Korea Open Tennis Championships, Seoul | Тверде   | Ваня Кінг         | Ракел Атаво Абігейл Спірс          | 6–2, 2–6, [8–10] |
| Поразка   | 2.   | 3 лютого 2013   | Pattaya Women's Open, Таїланд                 | Тверде   | Олександра Панова | Дате-Крумм Кіміко Кейсі Деллаква   | 3–6, 2–6         |

## Фінали ITF
| Легенда                |
| ---------------------- |
| Турніри $100,000       |
| $75,000/80,000 турніри |
| Турніри $50,000        |
| Турніри $25,000        |
| Турніри $10,000        |

### Одиночний розряд (10–10)
| Результат | Ранг | Дата              | Турнір                           | Покриття   | Опонент                  | Рахунок              |
| --------- | ---- | ----------------- | -------------------------------- | ---------- | ------------------------ | -------------------- |
| Поразка   | 1.   | 22 вересня 2002   | Гайдарабад (місто, Індія), Індія | Тверде     | Саня Мірза               | 6–1, 6–2             |
| Поразка   | 2.   | 17 листопада 2002 | Маніла, Філіппіни                | Тверде     | Саня Мірза               | 6–0, 4–6, 6–3        |
| Перемога  | 1.   | 6 квітня 2003     | Мумбаї, Індія                    | Тверде     | Рушмі Чакравартхі        | 6–4, 3–6, 7–5        |
| Поразка   | 3.   | 13 квітня 2003    | Мумбаї, Індія                    | Тверде     | Маніша Малхотра          | 2–6, 6–4, 7–6(12–10) |
| Перемога  | 2.   | 21 червня 2003    | Інчхон, Південна Корея           | Тверде     | Khoo Chin-bee            | 7–5, 6–1             |
| Перемога  | 3.   | 9 листопада 2003  | Мумбаї, Індія                    | Тверде     | Іша Лахані               | 6–2, 6–3             |
| Перемога  | 4.   | 16 листопада 2003 | Пуне, Індія                      | Тверде     | Мегга Вакарія            | 7–5, 6–3             |
| Перемога  | 5.   | 22 серпня 2004    | Коїмбра, Португалія              | Тверде     | Ірина Коткіна            | 6–2, 6–3             |
| Перемога  | 6.   | 30 жовтня 2004    | Пуне, Індія                      | Тверде     | Рушмі Чакравартхі        | 6–0, 7–6(7–5)        |
| Перемога  | 7.   | 4 грудня 2004     | Бангкок, Таїланд                 | Тверде     | Напапорн Тонгсалі        | 6–2, 6–3             |
| Поразка   | 4.   | 5 листопада 2006  | Шанхай, КНР                      | Тверде     | Тамарін Танасугарн       | 6–3, 6–3             |
| Поразка   | 5.   | 19 листопада 2006 | Пуне, Індія                      | Ґрунт      | Аміна Рахім              | 7–6(7–5), 4–2ret     |
| Перемога  | 8.   | 24 березня 2007   | Мумбаї, Індія                    | Тверде     | Штефані Феґеле           | 6–0, 7–5             |
| Поразка   | 6.   | 30 липня 2011     | Нур-Султан, Казахстан            | Тверде     | Віталія Дяченко          | 6–4, 6–1             |
| Поразка   | 7.   | 16 жовтня 2011    | Жуе-ле-Тур, Франція              | Тверде     | Алісон Ріск              | 2–6, 6–2, 7–5        |
| Перемога  | 9.   | 26 травня 2014    | Бухара, Узбекистан               | Тверде     | Капшай Вероніка Ігорівна | 6–3, 7–5             |
| Поразка   | 8.   | 20 грудня 2014    | Анкара, Туреччина                | Тверде (i) | Александра Крунич        | 6–3, 2–6, 6–7(6–8)   |
| Поразка   | 9.   | 25 червня 2016    | Істад, Швеція                    | Ґрунт      | Сусанне Селік            | 1–6, 3–6             |
| Поразка   | 10.  | 2 вересня 2017    | Алмати, Казахстан                | Ґрунт      | Поліна Лейкіна           | 3–6, 3–6             |
| Перемога  | 10.  | 1 вересня 2019    | Алмати, Казахстан                | Ґрунт      | Valeriya Yushchenko      | 6–4, 6–2             |

### Парний розряд (15–31)
| Результат | Ранг  | Дата              | Турнір                                   | Покриття   | Партнер                 | Опоненти                                  | Рахунок              |
| --------- | ----- | ----------------- | ---------------------------------------- | ---------- | ----------------------- | ----------------------------------------- | -------------------- |
| Перемога  | 1.    | 8 грудня 2002     | Пуне, Індія                              | Тверде     | Катерина Бондаренко     | Саня Мірза Radhika Tulpule                | 6–3, 7–6(7–1)        |
| Перемога  | 2.    | 9 лютого 2003     | Ченнаї, Індія                            | Тверде     | Іванна Ісраїлова        | Рушмі Чакравартхі Сай Джаялакшмі Джаярам  | 6–4, 6–1             |
| Перемога  | 3.    | 31 березня 2003   | Мумбаї, Індія                            | Тверде     | Khoo Chin-bee           | Рушмі Чакравартхі Sai Jayalakshmy Jayaram | 6–2, 6–2             |
| Поразка   | 4.    | 13 квітня 2003    | Мумбаї, Індія                            | Тверде     | Khoo Chin-bee           | Людмила Ріхтерова Юлія Єфремова           | 5–7, 5–7             |
| Перемога  | 5.    | 27 червня 2004    | Алкмар, Нідерландські Антильські острови | Ґрунт      | Kika Hogendoorn         | Kelly de Beer Eva Pera                    | 6–2, 6–2             |
| Перемога  | 6.    | 22 серпня 2004    | Коїмбра, Португалія                      | Тверде     | Ірина Коткіна           | Sarah Raab Sandra Volk                    | 2–6, 6–1, 6–1        |
| Поразка   | 7.    | 28 серпня 2004    | Нью-Делі, Індія                          | Тверде     | Саня Мірза              | Чжуан Цзяжун Сє Шувей                     | 6–7(6–8), 4–6        |
| Перемога  | 8.    | 24 жовтня 2004    | Пуне, Індія                              | Тверде     | Сай Джаялакшмі Джаярам  | Wilawan Choptang Тасша Вітаявірой         | 6–3, 4–6, 6–3        |
| Перемога  | 9.    | 1 листопада 2004  | Мумбаї, Індія                            | Тверде     | Sai Jayalakshmy Jayaram | Марія Абрамович Гана Шромова              | 4–6, 6–4, 6–4        |
| Перемога  | 10.   | 4 грудня 2004     | Бангкок, Таїланд                         | Тверде     | Напапорн Тонгсалі       | Хванг І-Хсюань Нудніда Луангам            | 6–4, 6–4             |
| Runner–up | 11.   | 16 травня 2005    | Хошимін, В'єтнам                         | Тверде     | Напапорн Тонгсалі       | Вінне Пракуся Романа Теджакусума          | 4–6, 0–6             |
| Перемога  | 12.   | 28 травня 2005    | Пхукет (місто), Таїланд                  | Тверде     | Напапорн Тонгсалі       | Монік Адамчак Annette Kolb                | 6–1, 6–1             |
| Runner–up | 13.   | 20 червня 2005    | Періге, Франція                          | Ґрунт      | Антонія Матіч           | Катарина Кашликова Ленка Тварошкова       | 5–7, 1–6             |
| Поразка   | 14.   | 21 листопада 2005 | Пуатьє, Франція                          | Тверде (i) | Ніна Братчикова         | Марет Ані Мервана Югич-Салкич             | 6–7(0–7), 1–6        |
| Runner–up | 15.   | 28 березня 2006   | Гаммонд (Індіана), США                   | Тверде     | Романа Теджакусума      | Лужанська Тетяна Чжань Цзіньвей           | 1–6, 3–6             |
| Поразка   | 16.   | 3 липня 2006      | Мон-де-Марсан, Франція                   | Ґрунт      | Ніна Братчикова         | Маргаліта Чахнашвілі Ралука Олару         | 5–7, 6–1, 1–6        |
| Поразка   | 17.   | 25 липня 2006     | Lexington, Kentucky, США                 | Тверде     | Варвара Лепченко        | Чжань Цзіньвей · Абігейл Спірс            | 1–6, 1–6             |
| Поразка   | 18.   | 31 липня 2006     | Вашингтон, США                           | Тверде     | Varvara Lepchenko       | Chan Chin-wei Лужанська Тетяна            | 2–6, 6–1, 0–6        |
| Поразка   | 19.   | 5 листопада 2006  | Шанхай, КНР                              | Тверде     | Ірода Туляганова        | Цзи Чуньмей Сунь Шеннань                  | 4–6, 5–7             |
| Поразка   | 20.   | 5 листопада 2006  | Шеньчжень, КНР                           | Тверде     | Ірода Туляганова        | Hsieh Su-wei Алла Кудрявцева              | 0–2 ret.             |
| Перемога  | 21.   | 23 березня 2007   | Мумбаї, Індія                            | Тверде     | Ніна Братчикова         | Ольга Панова Штефані Феґеле               | 6–2, 6–3             |
| Поразка   | 22.   | 17 травня 2007    | Сен-Годан (Верхня Гаронна), Франція      | Тверде     | Ірина Бремон            | Хорхеліна Краверо Дар'я Кустова           | 1–6, 3–6             |
| Поразка   | 23.   | 12 листопада 2007 | Довіль (Кальвадос), Франція              | Ґрунт (i)  | Анастасія Якімова       | Рената Ворачова Барбора Стрицова          | 3–6, 5–7             |
| Поразка   | 24.   | 26 жовтня 2008    | Poitiers, Франція                        | Тверде (i) | Моніка Нікулеску        | Петра Цетковська Луціє Шафарова           | 4–6, 4–6             |
| Поразка   | 25.   | 27 жовтня 2008    | Братислава, Словаччина                   | Тверде (i) | Моніка Нікулеску        | Андреа Сестіні Главачкова Луціє Градецька | 6–7(1–7), 1–6        |
| Перемога  | 26.   | 4 липня 2009      | Кунео, Італія                            | Ґрунт      | Дар'я Кустова           | Петра Цетковська Матільда Йоганссон       | 5–7, 6–1 [10–7]      |
| Runner–up | 27.   | 12 липня 2009     | Біарриц, Франція                         | Ґрунт      | Дар'я Кустова           | Анастасія Родіонова Латіша Чжань          | 6–3, 4–6 [7–10]      |
| Поразка   | 28.   | 31 жовтня 2010    | Poitiers, Франція                        | Тверде (i) | Крістіна Барруа         | Lucie Hradecká Рената Ворачова            | 7–6(7–5), 2–6 [5–10] |
| Поразка   | 29.   | 25 липня 2011     | Нур-Султан, Казахстан                    | Тверде     | Олександра Панова       | Віталія Дяченко Галина Воскобоєва         | 3–6, 4–6             |
| Поразка   | 30.   | 28 листопада 2011 | Дубай (місто), ОАЕ                       | Тверде     | Александра Дулгеру      | Ніна Братчикова Дарія Юрак                | 4–6, 6–3 [6–10]      |
| Поразка   | 31.   | 20 травня 2012    | Прага, Чехія                             | Ґрунт      | Кейсі Деллаква          | Алізе Корне Віржіні Раззано               | 2–6, 3–6             |
| Перемога  | 32.   | 29 жовтня 2012    | Barnstaple, Great Britain                | Тверде (i) | Весна Долонц            | Олександра Саснович Діана Марцинкевич     | 6–3, 6–1             |
| Поразка   | 33.   | 26 травня 2014    | Бухара, Узбекистан                       | Тверде     | Нігіна Абдураїмова      | Капшай Вероніка Ігорівна Сабіна Шаріпова  | 4–6, 4–6             |
| Поразка   | 34.   | 16 травня 2016    | Чженчжоу, КНР                            | Тверде     | Міхаела Гончова         | Сюнь Фан'їн Ю Сяоді                       | 6–1, 2–6, [7–10]     |
| Поразка   | 35.   | 2 липня 2016      | Торунь, Польща                           | Ґрунт      | Валентина Івахненко     | Ірина Бара Валерія Савіних                | 3–6, 6–4, [7–10]     |
| Поразка   | 36.   | 3 червня 2017     | Андижан, Узбекистан                      | Тверде     | Валерія Страхова        | Ольга Дорошина Поліна Монова              | 2–6, 0–6             |
| Перемога  | 37.   | 15 червня 2017    | Москва, Росія                            | Ґрунт      | Валентина Івахненко     | Ілона Кремінь Irina Shymanovich           | 6–4, 6–2             |
| Поразка   | 38.   | 2 вересня 2017    | Алмати, Казахстан                        | Ґрунт      | Нігіна Абдураїмова      | Габріела Се Яна Сізікова                  | 4–6, 6–3, [7–10]     |
| Перемога  | 39.   | 22 червня 2018    | Klosters, Швейцарія                      | Ґрунт      | Екатеріне Горгодзе      | Lucie Hradecká Найто Юкі                  | 6–2, 6–3             |
| Поразка   | 40.   | 21 липня 2018     | Astana, Казахстан                        | Тверде     | Екатеріне Горгодзе      | Берфу Дженгіз Anna Danilina               | 6–3, 3–6, [7–10]     |
| Поразка   | 41.   | 3 листопада 2018  | Нант, Франція                            | Тверде (i) | Alina Silich            | Estelle Cascino Еліксан Лекемія           | 5–7, 4–6             |
| Поразка   | 42.   | 6 квітня 2019     | Палм-Гарбор (Флорида), США               | Ґрунт      | Лізетт Кабрера          | Квінн Глісон Інгрід Ніл                   | 7–5, 5–7, [8–10]     |
| Поразка   | 43.   | 1 червня 2019     | Градо, Італія                            | Ґрунт      | Крістіна Діну           | Anna Danilina Яні Река Луца               | 2–6, 3–6             |
| Поразка   | 44.   | 25 серпня 2019    | Брауншвейг, Німеччина                    | Ґрунт      | Альбіна Хабібуліна      | Поліна Лейкіна Марін Парто                | 4–6, 6–1, [5–10]     |
| Поразка   | 45.   | 20 жовтня 2019    | Секешфегервар, Угорщина                  | Ґрунт (i)  | Елена Богдан            | Ірина Бара Марина Заневська               | 6–3, 2–6, [8–10]     |
| Перемога  | 15–31 | листопад 2019     | ITF Нант, Франція                        | Тверде (i) | Екатеріне Горгодзе      | Вівіан Гайзен Яна Сізікова                | 7–6(7–2), 6–3        |

## Виступи у турнірах Великого шолома

### Одиночний розряд
| Турнір                                 | 2013 | 2012 | 2011 | 2010 | 2009 | 2008 | 2007 | 2006 | 2005 | 2004 | 2003 | 2002 | Career |
| -------------------------------------- | ---- | ---- | ---- | ---- | ---- | ---- | ---- | ---- | ---- | ---- | ---- | ---- | ------ |
| Відкритий чемпіонат Австралії з тенісу | 2р   | LQ   | 1р   | 1р   | 2р   | 1р   |      | 2р   |      |      |      |      | 0      |
| Відкритий чемпіонат Франції з тенісу   |      | LQ   | 1р   | 3р   | 2р   | 2р   | 2р   |      |      |      |      |      | 0      |
| Вімблдонський турнір                   |      | 1р   | 1р   | 1р   | 1р   | 1р   |      |      |      |      |      |      | 0      |
| Відкритий чемпіонат США з тенісу       |      | 1р   | 3р   | 2р   |      | 1р   |      |      |      |      |      |      | 0      |
| Титули                                 |      | 0    | 0    | 0    | 0    | 0    | 0    | 0    | 0    | 0    | 0    | 0    | 0      |
| Рейтинг на кінець року                 | 207  | 194  | 115  | 69   | 85   | 81   | 95   | 227  | 192  | 359  | 405  | 816  |        |

### Парний розряд
| Турнір                                 | 2008 | 2009 | 2010 | 2011 | 2012 | 2013 | SR     | W–L  |
| -------------------------------------- | ---- | ---- | ---- | ---- | ---- | ---- | ------ | ---- |
| Відкритий чемпіонат Австралії з тенісу |      | 2р   | 1р   | 1р   | 1р   | 1р   | 0 / 5  | 1–5  |
| Відкритий чемпіонат Франції з тенісу   | 1р   | 1р   | 1р   | 1р   | 2р   |      | 0 / 5  | 1–5  |
| Вімблдонський турнір                   | 3р   | 1р   | 3р   | 1р   | 1р   |      | 0 / 5  | 4–5  |
| Відкритий чемпіонат США з тенісу       | 1р   | 1р   | 1р   | 2р   | 1р   |      | 0 / 5  | 1–5  |
| Win–loss                               | 2–3  | 1–4  | 2–4  | 1–4  | 1–4  | 0–1  | 0 / 20 | 7–20 |